# انقلاب مکزیک

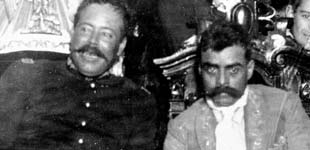
پانچو ویلا (چپ) فرماندهٔ ارتش شمالی «دیویسون دل نورته» و امیلیانو زاپاتا فرماندهٔ ارتش آزادی‌بخش جنوب.

انقلاب مکزیک (اسپانیایی: Revolución mexicana) پیامدهای توسعه یافته درگیریهای مسلحانه منطقه ای در مکزیک از حدود ۱۹۱۰ تا ۱۹۲۰ است که «وقایع تعیین‌کننده تاریخ مکزیک مدرن» خوانده شده‌است. این وقایع باعث نابودی ارتش فدرال و جایگزینی آن با ارتش انقلابی و تحول فرهنگ و دولت مکزیک گردید. جناح مشروطه خواه شمالی در جنگ پیروز شد و پیش نویس قانون اساسی کنونی مکزیک را تهیه کرد، که هدفش ایجاد یک دولت مرکزی قوی بود. ژنرالهای انقلابی قدرت را از ۱۹۲۰ تا ۱۹۴۰ در دست گرفتند. این درگیری انقلابی اساساً یک جنگ داخلی بود اما قدرتهای خارجی، که منافع استراتژیک و اقتصادی مهمی در مکزیک داشتند، در خروجی این جنگ قدرت به ایفای نقش پرداختند و مشخصا دخالت ایالات متحده بسیار زیاد بود. این درگیری منجر به مرگ حدود سه میلیون نفر، بیشتر از میان مبارزین، شد.
گرچه چند دهه رژیم رئیس‌جمهور پورفیریو دیاز (۱۹۱۱–۱۸۷۶) به‌طور رو به تزایدی نامحبوب بود، اما در سال ۱۹۱۰ هیچ پیش‌بینی از اینکه انقلابی در آستانه وقوع است وجود نداشت. دیاز مسن در یافتن راه حلی کنترل شده برای جانشینی ریاست جمهوری ناموفق بود که باعث جنگ قدرت میان نخبگان رقیب و طبقات متوسط شد، که در طی دوره ای از ناآرامیهای شدید در میان کارگران، مانند اعتصابات کانانئا و ریو بلانکه، اتفاق افتاد. هنگامیکه زمیندار متمول شمالی فرانسیسکو مادورو، دیاز را در انتخابات ریاست جمهوری ۱۹۱۰ به چالش کشید و دیاز او را زندانی کرد، مادورو بر اساس طرح سن لوئیزو پتوسی بر ضد دیاز فراخوان قیام مسلحانه داد. شورشها ابتدا در مورلوس و سپس در سطحی بسیار وسیعتر در شمال مکزیک بروز کرد. ارتش فدرال در سرکوب این خیزش گسترده ناتوان بود، که باعث آشکار شدن ضعف نظامی و مشوق شورشها گردید. دیاز در می ۱۹۱۱ استعفا داد و به تبعید رفت و دولت موقت تا زمان امکان برگزاری انتخابات منصوب شد، ارتش فدرال حفظ و نیروهای انقلابی مرخص شدند. فاز اول انقلاب بدون خونریزی و کوتاه مدت بود.
مادورو به عنوان رئیس‌جمهور انتخاب شد و دفتر ریاست جمهوری را در نوامبر ۱۹۱۱ بدست گرفت. او فوراً با انقلابیون مسلح امیلیانو زاپاتا در مورولس مواجهه شد، جایی که کشاورزان خواهان اقدام فوری در زمینه اصلاحات کشاورزی بودند. دولت از نظر سیاسی بی تجربه مادرو شکننده بود و در نتیجه شورشهای منطقه ای بیشتری اتفاق افتاد. در فوریه ۱۹۱۳ ژنرالهای برجسته رژیم دیاز در مکزیکو سیتی کودتا کرده و مادورو و معاون اولش پینو سوارز را وادار به استعفا کردند. در روزهای بعد هر دوی آنها بدستور رئیس‌جمهور جدید ویکتوریانو هوئرتا کشته شدند. این اتفاق آغازگر فاز جدید و خونینی از انقلاب شد، بطوریکه ائتلاف شمالیها به مخالفت با رژیم ضدانقلابی هوئرتا پرداختند و ارتش مشروطه به رهبری فرماندار کواویلا، ونوستیانو کارانزا وارد این مناقشه شد. نیروهای زاپاتا به قیام مسلحانه خود در مورولس ادامه دادند. رژیم هوئرتا از فوریه ۱۹۱۳ تا ژوئیه ۱۹۱۴ دوام آورد، و شاهد شکست ارتش فدرال توسط ارتشهای انقلابیون بود. ارتشهای انقلابیون سپس به نبرد با یکدیگر پرداختند، بگونه ای که جبهه مشروطه خواه تحت رهبری کارانزا ارتش متحد سابقش فرانسیسکو «پانچو» ویا را در تابستان ۱۹۱۵ شکست داد.
کارانزا قدرت را مستحکم کرد و یک قانون اساسی جدید در فوریه ۱۹۱۷ اعلام شد. قانون اساسی ۱۹۱۷ مکزیک حق جهانی رای برای مردان، سکولاریسم ارتقا یافته، حقوق کار، ملی‌گرایی اقتصادی، اصلاحات ارضی و قدرت ارتقا یافته دولت فدرال را بنیان گذاشت. کارانزا در سال ۱۹۱۷ رئیس‌جمهور مکزیک شد و تا پایان دوره اش در ۱۹۲۰ به خدمت مشغول بود. او سعی کرد تا برای جانشینی خود یک غیرنظامی را تحمیل کند که مشوق شورش ژنرالهای انقلابی شمال شد. کارانزا از مکزیکو سیتی گریخت و کشته شد. از ۱۹۲۰ تا ۱۹۴۰ ژنرالهای انقلابی این سمت را برعهده داشتند، دوره ای که قدرت دولت متمرکزتر و اصلاحات انقلابی اجرا شد و ارتش را تحت کنترل دولت غیرنظامی درآورد. انقلاب یک جنگ داخلی به درازای یک دهه با یک رهبری سیاسی جدید بود که قدرت و مشروعیتش را از طریق شرکت در منازعات انقلابی بدست آورد. حزب سیاسی که آنها بنیان نهادند، که به حزب انقلابی نهادی تبدیل می‌شد، تا انتخابات ریاست جمهوری سال ۲۰۰۰ بر مکزیک حکومت می‌کرد. حتی برنده محافظه کار انتخابات بینسنته فاکس، مدعی شد که انتخابش میراثدار انتخاب دموکراتیک فرانسیسکو مادورو است، و ازین طریق مدعی میراث و مشروعیت انقلاب بود.

## نتایج
در پایان انقلاب نتیجه به دست آمده این بود که:
- پورفیریو دیاز از قدرت سرنگون و به فرانسه تبعید شد.
- قانون اساسی جدید مکزیک در سال ۱۹۱۷ میلادی (۱۲۹۵ خورشیدی) در شهر کرتارو نوشته شد.
- همکاری موقت مهم‌ترین رهبران انقلابی، فرانسیسکو مادورو، ونوستیانو کارآنزا، امیلیانو زاپاتا و پانچو ویا
- تشکیل "حزب انقلابیهٔ ملی" (اسپانیایی: Partido Nacional Revolucionario) در سال ۱۹۲۹ میلادی (۱۳۰۷ خورشیدی) زدند که بعد در سال ۱۹۴۶ میلادی (۱۳۲۵ خورشیدی) تغییر نام داد و به "حزب انقلابیه نهادی" (اسپانیایی: Partido Revolucionario Institucional) یا "PRI" تبدیل شد، این حزب به‌طور پیوسته با رئیس‌جمهورهای مختلف تا سال ۲۰۰۰ میلادی (۱۳۷۹ خورشیدی) ریاست جمهوری مکزیک را در دست داشت.

## ادامه انقلاب
به‌طور کلی در نظر گرفته می‌شود که این انقلاب تا سال ۱۹۲۰ میلادی (۱۲۹۸ خورشیدی) به طول انجامید، با وجود این که بعد از این سال به‌طور پراکنده جنگ و ستیز در کشور ادامه دشت که بزرگ‌ترین خونریزی‌ها را می‌شود به جنگ کریسترو (۱۹۲۶ تا ۱۹۲۹ میلادی - ۱۳۰۴ تا ۱۳۰۷ خورشیدی) نسبت داد.